# Euplectrotettix costistriga
Euplectrotettix costistriga är en insektsart som först beskrevs av Walker, F. 1870.  Euplectrotettix costistriga ingår i släktet Euplectrotettix och familjen gräshoppor. Inga underarter finns listade i Catalogue of Life.